# Phauda arikana
Phauda arikana is een vlinder uit de familie Phaudidae. De wetenschappelijke naam van de soort is voor het eerst geldig gepubliceerd in 1911 door Shonen Matsumura.